# Hilma Caldeira
Hilma Caldeira est une ancienne joueuse brésilienne de volley-ball née le 5 janvier 1972 à Diamantina (Minas Gerais). Elle mesure 1,83 m et jouait au poste de réceptionneuse-attaquante. Elle a totalisé 322 sélections en équipe du Brésil.

## Clubs
| Club                     | De        | À         |
| ------------------------ | --------- | --------- |
| Minas Tênis Clube        | 1987-1988 | 1994-1995 |
| Grêmio de Vôlei Osasco   | 1995-1996 | 1996-1997 |
| Minas Tênis Clube        | 1997-1998 | 1997-1998 |
| Volley Bergamo           | 1998-1999 | 1998-1999 |
| Ankara Vakıfbank         | 1999-2000 | 1999-2000 |
| Johnson Matthey Spezzano | 2000-2001 | 2000-2001 |

## Palmarès

### Équipe nationale
- Grand Prix mondial
  - Vainqueur : 1994, 1996.
  - Finaliste : 1995.
- Championnat du monde
  - Finaliste : 1994.
- Coupe du monde
  - Finaliste : 1995.
- Championnat du monde des moins de 18 ans
  - Finaliste : 1989.
- Championnat du monde des moins de 20 ans
  - Finaliste : 1991.

### Clubs
- Championnat d'Italie
  - Vainqueur : 1999.
- Supercoupe d'Italie
  - Vainqueur :1998.
- Ligue des champions
  - Vainqueur : 1999.

### Distinctions individuelles
- Grand Prix Mondial de volley-ball 1994: Meilleure défenseur.